# Kaukuljaure
Kaukuljaure är en sjö i Gällivare kommun i Lappland och ingår i Kalixälvens huvudavrinningsområde. Sjön har en area på 1,1 kvadratkilometer och ligger 662 meter över havet. Sjön avvattnas av vattendraget Kaukuljåkka.

## Delavrinningsområde
Kaukuljaure ingår i det delavrinningsområde (752228-161370) som SMHI kallar för Utloppet av Kaukuljaure. Medelhöjden är 767 meter över havet och ytan är 9,66 kvadratkilometer. Räknas de 4 avrinningsområdena uppströms in blir den ackumulerade arean 60,44 kvadratkilometer. Kaukuljåkka som avvattnar avrinningsområdet har biflödesordning 2, vilket innebär att vattnet flödar genom totalt 2 vattendrag innan det når havet efter 418 kilometer. Avrinningsområdet består mestadels av kalfjäll (87 procent). Avrinningsområdet har 1,1 kvadratkilometer vattenytor vilket ger det en sjöprocent på 11,4 procent.